# Osvaldo Rodríguez
Pour les articles homonymes, voir Osvaldo Rodríguez (homonymie) et Rodríguez.
Osvaldo Rodríguez est un peintre, graveur et sculpteur né argentin le 11 février 1946 à Buenos Aires, naturalisé français en 1985, mort le 5 avril 2014 à Ivry-sur-Seine.

## Biographie

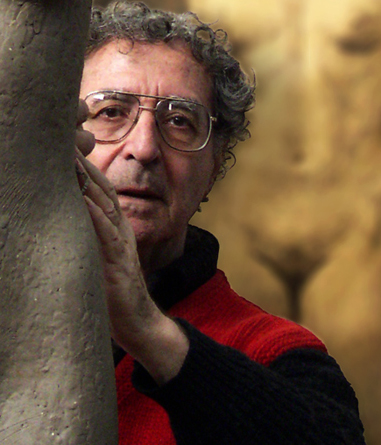
Antonio Pujía.

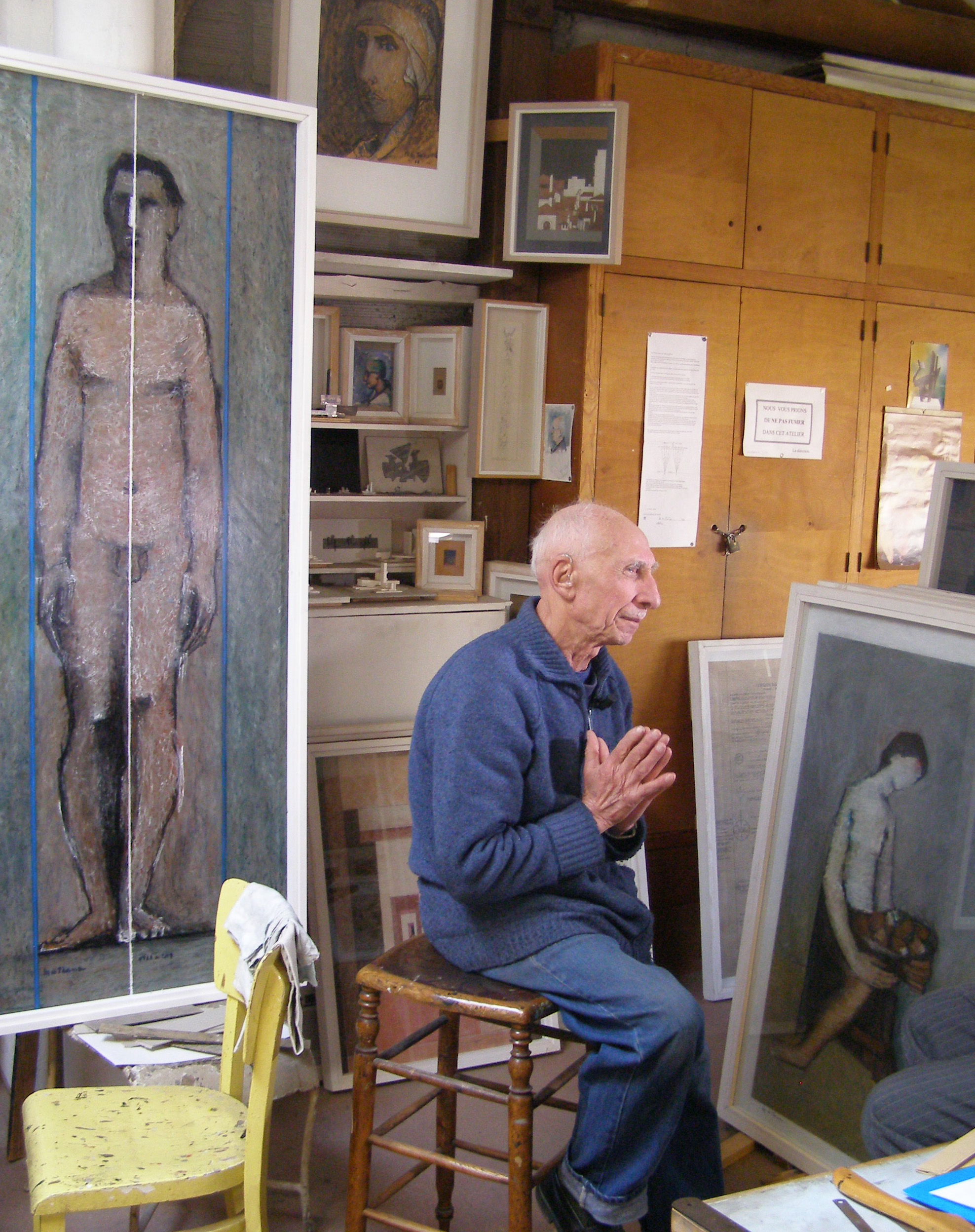
Francesco Marino di Teana.

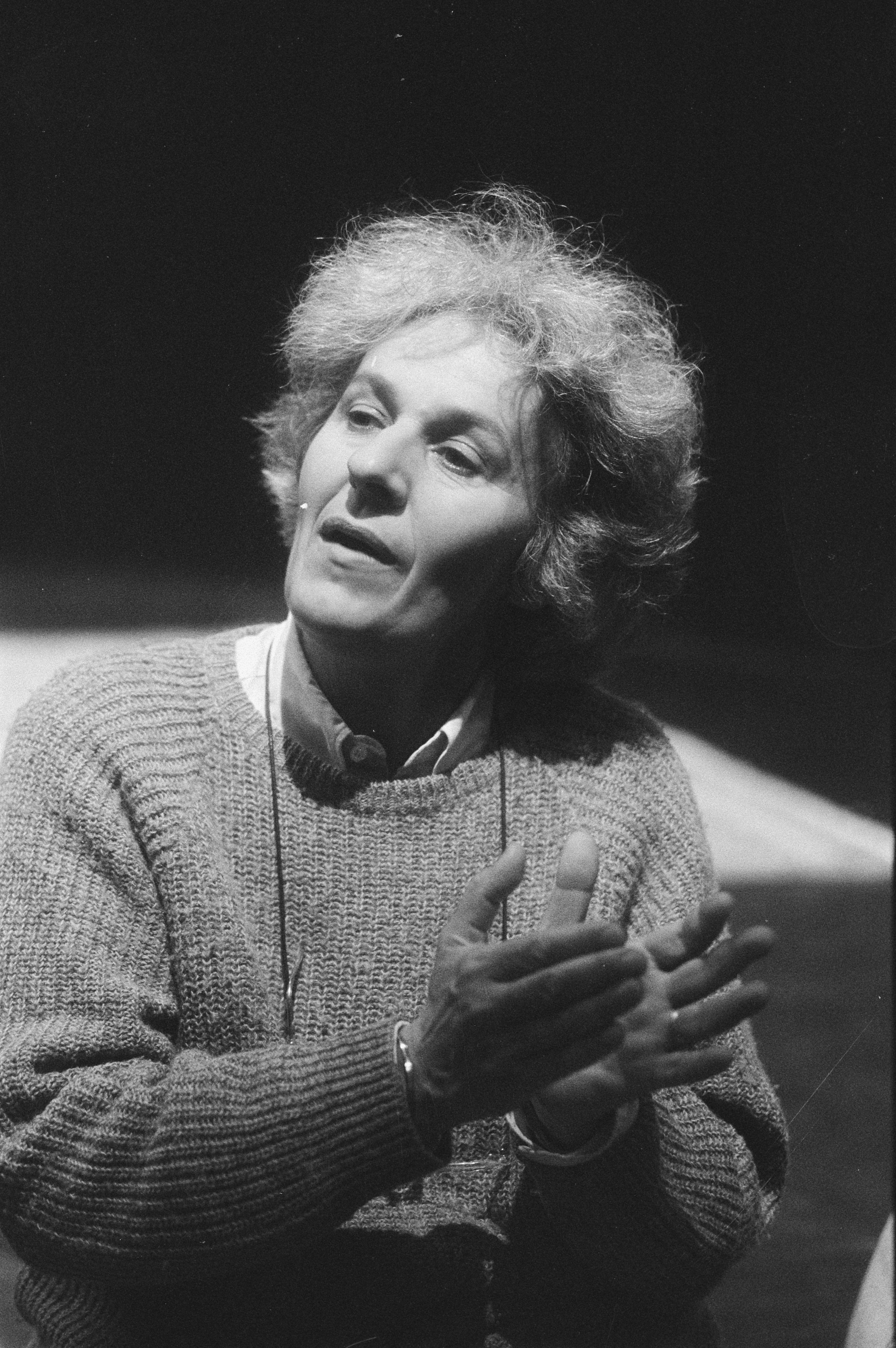
Ariane Mnouchkine.

Osvaldo Rodríguez entre en 1961 à l'École des beaux-arts de Buenos-Aires. Élève du sculpteur Antonio Pujía (en), il apprend également le dessin auprès de Hugo Pratt. Il obtient son diplôme en 1968 et est alors sculpteur décorateur au théâtre Colón de Buenos Aires[réf. nécessaire].
Au terme d'un voyage en Europe au cours duquel, en 1975, il expose à Taormine, il arrive à Paris en 1977, y complète sa formation auprès d'Alicia Penalba et de Francesco Marino di Teana, y crée des décors pour Ariane Mnouchkine à la Cartoucherie (la pièce Méphisto, le roman d'une carrière qu'elle y met en scène en 1979), puis pour le Théâtre de la Ville et pour le Théâtre de l'Athénée jusqu'en 1982. Il s'installe à Villiers-sur-Marne en 1980.
Le Premier Prix de sculpture latino-américaine qui lui est attribué à Paris en 1981 lui vaut d'être introduit à l'Espace latino-américain dont il est élu secrétaire général en 1983, président en 1985. En 1988 débute sa réflexion sur Les Suds, série de toiles dont il poursuit la création durant toute l'année 1989 pour faire l'objet d'une exposition particulière au musée Henri-Boez de Maubeuge en 1991. Situant là son orientation vers l'abstraction, l'artiste la commente ainsi : « Le Sud, c'est un chant qui touche en profondeur mes fantasmes et mes souvenirs d'enfance, souvenir d'une mémoire interne, de choses que je n'ai pas vécues. Le Sud, c'est avant tout un hommage à cette enfance et à mes ancêtres. C'est aussi, très consciemment, le point de rupture avec la figuration ».
Dans les années 1990, Osvaldo Rodríguez se rend en Arabie Saoudite afin d'y concevoir les décors de plusieurs palais princiers, en particulier à Djeddah et Riyad. En 1996, il participe en tant que représentant pour la sculpture à l'année culturelle de la France à Saint-Pierre-et-Miquelon, les rencontres entre plasticiens s'y effectuant dans le cadre de cours et de stages.
Jean-Pierre Delarge analyse le parcours d'Osvaldo Rodríguez en observant qu'« au milieu des années 80, il marie le pop art et l'abstraction de formes biomorphes. Au début des années 1990, il peint les mécaniques célestes avec leurs sphères, leurs traînées, les liens qui, dans les machines, entraînent les planètes et les astres. Puis il réalise des collages qui sont structurels et accidentels. Les structurels proviennent de carton ondulé ou de bristols peints, agencés figurativement, en mettant en vedette les arrondis comme les singularités. Les accidentels sont faits de rebuts qui enrichissent le principal ».

## Œuvres

### Fresques murales
- Latinitas - Histoire de deux mille ans de créativité latine, fresque sur bois dite « la plus grande du monde (350 x 52.000cm) », exposée au Grand Palais, Paris, 1985[7].
- Les petits marchands de rêves, fresque sur la Sambre, Festival des Inattendus, Maubeuge, 1992.
- Le chant d'espoir de la Sambre, fresque de 600 m2, Première Triennale des Amériques, Maubeuge, 1993.

### Sculptures
- Les Bouchons d'O.R., bouchons de bouteilles de Champagne, sculptures en résine, métal et argent projeté[8].

### Contributions bibliophiliques
- Olivier Michaux-Lecat, T'as des nouvelles ?, illustrations en couleurs d'Osvaldo Rodriguez, Éditions Zinedi, Montigny-le-Bretonneux, 2011.

## Expositions

### Expositions collectives
- Salon municipal Manuel Belgrano, Buenos Aires, 1967.
- Salon d'automne, Buenos Aires, 3e prix, 1968, 1er prix, 1969.
- M.E.E.B.A, Buenos Aires, 1er prix (dessin), 1969.
- Salon de sculpture Avellaneda, Buenos Aires, mention spéciale, 1969.
- Salon du musée d'art moderne, Buenos-Aires, 1970.
- Salon Contradiction 77, American Center, Paris, 1977.
- 16e prix Joan Miro, Musée Joan Miro, Barcelone, 1977.
- Exposition Salle de Culture Navarra, Pampelune, 1977.
- Salon Grands et jeunes d'aujourd'hui, Grand Palais, Paris, 1978, 1983, 1985.
- 30e Salon de la Jeune Sculpture, espace Cardin, Paris, 1978.
- Images, messages d'Amérique Latine, centre culturel de Villeparisis, 1978.
- Hommage au 20e anniversaire de la Révolution cubaine, Unesco, Paris, 1979.
- Exposition internationale de sculpture, Le Vaudreuil, 1979.
- Quatre artistes argentins, Galerie Th. Fontaine, Paris, 1980.
- Sculpture contemporaine, Fontenay-sous-Bois, 1980.
- Douze artistes argentins, Épinay-sur-Seine, 1980.
- Petits Formats, Espace culturel latino-américain, Paris, 1981, 1982.
- 1er prix sculpture, E.L Paris, 1981.
- Hôtels de ville d'Arcueil et Cachan, 1981.
- Musée d'art moderne de la ville de Paris, 1981.
- L'art et la paix, Joinville-le-Pont, 1982.
- Forum du Mexique, Mexico, 1982.
- Images d'Amérique latine, Gentilly, 1982.
- Échos d'Argentine, Paris, 1982.
- Musée d'art moderne de la ville de Venise, 1982.
- Exposition Amérique latine, Rouen, 1982.
- Hommage à Wifredo Lam Galerie Windsor. Toulouse, 1982.
- Galerie Aux Anisetiers du Roy, Paris, 1982.
- Nouveaux nombres, espace latino-américain, 1982.
- Amérique latine à Paris, Grand Palais, Paris, 1982.
- Figuration critique, Grand Palais, Paris, 1983.
- La Jeune Peinture, Grand Palais, Paris, 1983.
- Aérospatiale, Toulouse, 1983.
- Exposition La Magie, Paris, 1983.
- Casa de Las Americas, La Havane, 1983.
- Fondation Firmon Bauby, San Vincens, Perpignan, 1983.
- Artistes de l'Amérique Latine, Compiègne, 1983.
- L'espace latino-américain, la Casa de las Americas, La Havane, 1984.
- Exposition inaugurale du musée du Cinéma, Cannes, 1986.
- Galerie Del Retiro, Buenos Aires, 1989.
- Le tango dans tous ses états..., Banque de France, Paris, 1992.
- F.I.A.C. 92, Grand Palais, Paris, 1992.
- Expressions actuelles - Soixante-deux artistes d'Amérique latine, Nanterre, 1992.
- 1re Triennale des Amériques, Maubeuge, 1993.
- Salon de peinture et sculpture de Gilette, 1993.
- IXe Salon d'automne de peinture de Luchon, 1993.
- Rétrospective Boullé, Cavali, Cerredo, Rodriguez, Atelier Periferic, Villiers-sur-Marne, 1993.
- Exposition Palais, Palettes, C.I.E.S., Paris, 1994.
- Soixante artistes prennent la parole dans le cadre de la lutte contre la drogue, exposition organisée par les Douanes françaises, Arche de la Défense, Paris, 1995 (exposition itinérante à travers les musées de France jusqu'en 1996).
- America Latina, maison de l'Argentine, Paris, janvier-mars 2010[9].
- Art et mémoire - Mémoire du terrorisme d'état en Argentine (organisation : Collectif argentin pour la mémoire et Ambassade de la République d'Argentine en France), Galerie Argentine, Paris, décembre 2010 - janvier 2011.
- Participations non datées : Salon des réalités nouvelles[10]

### Expositions personnelles
- Galerie Scheinshon, Buenos Aires, 1974.
- Galerie Da Costa, Amsterdam, 1979.
- Centre culturel d'Épinay-sur-Seine, 1981.
- Maison de la culture et Société Générale, Nogent-sur-Marne, 1981.
- Radio Latina, Paris, 1983.
- Galerie Inter Wendelinskapelle, Stuttgart, 1984.
- Salon de l'Aérospatiale, Toulouse, 1984.
- À la découverte du Monde latin : La fresque « Latinitas » d'Osvaldo Rodríguez, Grand Palais, Paris, décembre 1984 ; maison de l'Amérique latine, Monaco, 1986.
- Galerie Arroff, Nogent-sur-Marne, 1986.
- Galerie La Main de fer, Perpignan, 1987.
- Osvaldo Rodríguez, sculpteur graphomaniaque, galerie Idem Arts, Maubeuge, 1989.
- Galerie Ceibo, Paris, 1990, 1992, 1993.
- Galerie « Dessins », La Baule, 1990.
- Kunstmuseum Stuttgart, 1991
- Les Suds, Musée Henri-Boez, Maubeuge, 1991.
- Galerie Mariani, Solre-le-Château, 1993.
- Galerie d'art international, Paris, 1993.
- Crucifixions, lycée Camille-Claudel, Fourmies, 1994.
- Musée Picasso, Antibes, 1994.
- La Cave de Bernard, Paris, 1995.
- Des arômes et des hommes, maison de la Poésie, Paris, 1996.
- Osvaldo Rodríguez - Tauromachies, El Asadot, Bayonne, 1996.
- Osvaldo Rodríguez - Peintures et sculptures, galerie Guy Crete, Paris, 1997.
- Osvaldo Rodríguez - Peintures et dessins, Chez Papa, Saint-Germain-des-Prés, Paris, 1997.
- Les pastels des pasteles, Cergy-Pontoise, 1997.
- Cinquantenaire des Droits de l'homme - Cinquante tableaux d'Osvaldo Rodríguez, Boulogne-Billancourt, 1999.
- Assemblée nationale, Paris, 1999.
- Galerie Pascal Giraud, Paris, 1999.
- Bronzes, Nogent-sur-Marne, 1999.
- Galerie L’Androne, Saint-Émilion, 2000.
- Osvaldo dans l’Absolu - Dix ans de travail sur des œuvres de grands formats, La Sorbonne, Paris, 2000.
- L’Alphabet, Paris, 2000.
- Osvaldo Rodríguez - Aquarelles, petits formats, L'atelier, Ivry-sur-Seine, 2001.
- Osvaldo Rodriguez - sculptures, exposition dans le cadre du Grand Prix de Formule 1, Magny-Cours, 2002.
- Maison de l'Amérique latine, Monaco, novembre 2010[11].
- Galerie du Cardo, Reims, 2011[12].
- L'espace d'Osvaldo Rodriguez, galerie des Lombards, Mougins, juin-juillet 2011[13],[5].
- Galerie Caplain-Matignon, Paris, juin-septembre 2012[14].

## Réception critique
- « Il réalise des reliefs sur bois, polychromés, avec des matériaux divers, cartons, tissus, métal, polyester, plâtre. Il compose des œuvres hétéroclites et s'interroge, à partir de formes et de volumes géométriques, sur la construction (et déconstruction) de l'espace pictural. » - Dictionnaire Bénézit[2]
- « La sensation d'une présence féminine, du désir et du rêve, sont omniprésents dans son œuvre qui oscille entre abstraction et figuration recomposée. Modification des structures, dissection des formes et fragmentation des volumes sont des préalables destinés à subir un reformatage complet à travers le kaléidoscope mental du sculpteur qui prend un évident plaisir à ce re-assemblage et au toucher de la matière. » - Marc Ottavi[10]
- « Tel un Don Quichotte qui se battrait contre ses démons intérieurs, l'artiste argentin, surtout connu pour ses œuvres démesurées, démontre une puissance de création et une indépendance d'expression qui se transmettent à celui qui regarde [...]. La patte de Rodríguez tranche sur l'ensemble de l'art contemporain. Il use de la même liberté pour sa peinture que pour sa sculpture. On y perçoit les signes d'une véritable maîtrise de la matière, mais également les marques d'une personne qui oscille entre ses origines argentines et sa patrie d'adoption. » - Nelly Nussbaum[13]

## Collections publiques
- Musée d'art moderne de Mexico[14].
- Kunstmuseum Stuttgart[14].
- Ville de Villiers-sur-Marne, quartier des Nangues, Opéra de la vie et de la pensée, sculpture monumentale en fibre de verre et acier[4].
- Résidence de personnes âgées de Villiers-sur-Marne, quarante œuvres, 1987.

## Prix et distinctions
- Prix de l'artisanat Cosquin, Argentine, 1971.
- Prix de sculpture latino-américaine, Paris, 1981.
- Prix de sculpture contemporaine, Collioure, 1987.
- Premier Prix de la Biennale de gravure de Stuttgart (ex-æquo avec Eduardo Arroyo), 1991.
- Prix Badoit « L'art au menu », Foire internationale d'art contemporain, Paris, 1992.
- Prix de sculpture de la Fondation Taylor, Paris, 2011.

## Élèves
- Yvette Velay.